# أندرياس لوتز (لاعب هوكي الجليد)
أندرياس لوتز (بالإيطالية: Andreas Lutz)‏ (و. 1986  م) هو لاعب هوكي الجليد إيطالي، ولد في ميرانو، مركز لعبه هو مدافع ‏.

## روابط خارجية
- أندرياس لوتز على موقع EliteProspects.com (الإنجليزية)
- أندرياس لوتز على موقع Eurohockey.com (الإنجليزية)
- أندرياس لوتز على موقع HockeyDB.com (الإنجليزية)